# Минамиашигара
Минамиашигара (јап. 南足柄市) град је у Јапану у префектури Канагава. Према попису становништва из 2017. у граду је живело 42.641 становника.

## Становништво
Према подацима са пописа, у граду је 2017. године живело 42.641 становника.